# Madhuca sandakanensis
Madhuca sandakanensis är en tvåhjärtbladig växtart som beskrevs av Pieter van Royen. Madhuca sandakanensis ingår i släktet Madhuca och familjen Sapotaceae. Inga underarter finns listade i Catalogue of Life.